# حوزه انتخابیه سوم کنتیکت
حوزه انتخابیه سوم کنتیکت یک حوزه انتخابیه مجلس نمایندگان آمریکا است که در ایالت کنتیکت قرار دارد.